# Peque (Zamora)
Peque ist ein nordwestspanischer Ort und eine Gemeinde (municipio) mit nur noch 122 Einwohnern (Stand: 2024) im Süden der Provinz Zamora in der Autonomen Gemeinschaft Kastilien-León. Zur Gemeinde gehören neben dem namensgebenden Hauptort Peque die Ortschaften Villalverde und Quintanilla.

## Lage und Klima
Peque liegt am westlichen Rand der Kastilischen Hochebene (Meseta Iberica) in einer Höhe von ca. 850 m. Die Provinzhauptstadt Zamora ist gut 70 km (Fahrtstrecke) in südsüdöstlicher Richtung entfernt. Das gemäßigte Kontinentalklima wird nur selten vom Atlantik beeinflusst; Regen (581 mm/Jahr) fällt vorwiegend im Winterhalbjahr.

## Bevölkerungsentwicklung
| Jahr      | 1970 | 1981 | 1991 | 2001 | 2011 | 2021 |
| Einwohner | 485  | 302  | 228  | 205  | 188  | 126  |

## Sehenswürdigkeiten
- Dreifaltigkeitskirche